# São Miguel do Iguaçu (ort)
São Miguel do Iguaçu är en ort i Brasilien.   Den ligger i kommunen São Miguel do Iguaçu och delstaten Paraná, i den södra delen av landet, 1 200 km sydväst om huvudstaden Brasília. São Miguel do Iguaçu ligger 331 meter över havet och antalet invånare är 15 434.
Terrängen runt São Miguel do Iguaçu är platt. Närmaste större samhälle är Medianeira, 15,6 km öster om São Miguel do Iguaçu.
Trakten runt São Miguel do Iguaçu består till största delen av jordbruksmark. Runt São Miguel do Iguaçu är det ganska glesbefolkat, med 39 invånare per kvadratkilometer.